# Creoleon somalicus
Creoleon somalicus är en insektsart som beskrevs av Navás 1932. Creoleon somalicus ingår i släktet Creoleon och familjen myrlejonsländor. Inga underarter finns listade i Catalogue of Life.